# بوب دافي (لاعب كرة سلة مواليد 1940)
بوب دافي (بالإنجليزية: Bob Duffy)‏ مواليد 26 سبتمبر 1940 في كولد سبرينغ، هو مدرب كرة سلة أمريكي ولاعب معتزل. بدأ مسيرته الاحترافية في سنة 1962. تم اختياره من قبل فريق أتلانتا هوكس خلال الدرافت. يبلغ طوله 6 قدم 3 بوصة (1.9 م). اعتزل اللعب في 1965. أحرز خلال مسيرته في الإن بي إيه 400 نقطة بمعدل 4.3 نقاط في المباراة الواحدة.

## المسيرة الاحترافية
لعب مع أتلانتا هوكس في موسم 1962–63 ، ثم لعب مع نيويورك نيكس في موسم 1963–64 ، ثم لعب مع ديترويت بيستونز من سنة 1963 إلى 1965.

## روابط خارجية
- بوب دافي على موقع إن بي أي (الإنجليزية)
- بوب دافي على موقع سبورتس رفرنس (الإنجليزية)
- بوب دافي على موقع كلية كرة السلة في سبورتس رفرنس.كوم (الإنجليزية)
- بوب دافي على موقع ريلجم (الإنجليزية)
- بوب دافي على موقع كلية كرة السلة في سبورتس رفرنس.كوم (الإنجليزية)